# ایرس پوراس
ایرس پوراس (به لاتین: Aires Puros) یک منطقهٔ مسکونی در اروگوئه است که در ایالت مونته‌ویدئو واقع شده‌است.